# Mastodia antarctica
Mastodia antarctica är en lavart som först beskrevs av Kütz., och fick sitt nu gällande namn av C.W. Dodge 1948. Mastodia antarctica ingår i släktet Mastodia och familjen Mastodiaceae.   Inga underarter finns listade i Catalogue of Life.